# Asymphorodes
Asymphorodes là một chi bướm đêm thuộc họ Cosmopterigidae.